# يون كوغا
يون كوغا (高河ゆん كوغا يون)، (اسمها الحقيقي ريسا كيمُرا (木村理沙 كيمُرا ريسا)) هي مانغاكا يابانية ولدت في 9 يوليو 1965 في شيناغاوا، طوكيو.
هي معروفة بصفتها مبتكرة سلسلتي إرثيان ولافليس، ومصممة شخصيات البدلة المتنقلة جاندام 00.

## روابط خارجية
- يون كوغا على موقع IMDb (الإنجليزية)
- يون كوغا على موقع قاعدة بيانات الفيلم (الإنجليزية)